# Đại Tường
Đại Tường chữ Hán giản thể: 大祥区, âm Hán Việt: Đại Tường khu) là một quận thuộc địa cấp thị Thiệu Dương, Cộng hoà Nhân dân Trung Hoa. Quận này có diện tích 208 km², dân số 266.000 người. Về mặt hành chính, quận Đại Tường được chia thành 6 nhai đạo biện sự xứ, 6 hương.
- Nhai đạo biện sự xứ: Thành Bắc Lộ, Hồng Kỳ Lộ, Trung tâm Lộ, Bách Xuân Viên, Thàn Tây, Thành Nam.
- Hương: Thành Nam, Vũ Khê, Diện Phô, Đàn Giang, Sái Ngạc, Bản Kiều.